# Ильинское (Козельский район)
Ильинское — село в Козельском районе Калужской области. Входит в состав Сельского поселения «Деревня Плюсково».
Расположено примерно в 5 км к северу от деревни Плюсково.

## Население
На 2010 год население составляло 16 человек.